# Joseph Hardwick Pemberton
Pour les articles homonymes, voir Pemberton.
Joseph Pemberton, né en 1852 à Havering-atte-Bower, Romford, Essex, et mort en 1926, est un pasteur anglican britannique qui fut un rosiériste fameux. 
On lui doit en particulier la création du groupe des hybrides de roses musquées. Certaines de ses roses ('Ballerina' en 1937 ou 'Buff Beauty' en 1939) ont été introduites par Ann Bentall après sa mort.

## Biographie
En 1871 Joseph Pemberton entre en pension à la Dorset’s Manston School, puis il poursuit ses études à Salisbury et en 1878 au Sarum College, où il devient ministre du culte anglican en 1880. L'année suivante, il est nommé à la paroisse St Alban’s de Romford, et il sert à la Collier Row Mission, jusqu'en 1923. Il reçoit en 1909 la médaille Dean Hole de la Royal National Rose Society pour ses  obtentions. En 1911, il devient président de la Royal National Rose Society. Il ouvre sa propre pépinière en 1913 pour commercialiser surtout des roses musquées, aidé de ses jardiniers Jack et Ann Bentall. Resté célibataire, il a demeuré toute sa vie avec sa sœur Florence à Round House de Havering-atte-Bower, village à 24 km de Charing Cross.

## Quelques obtentions
Parmi les variétés de roses créées par le révérend Pemberton, l'on peut distinguer :
- 'Callisto' (1920)[2]
- 'Clytemnestra' (1915)
- 'Cornelia' (1925)
- 'Danaë' (1913), issue de 'Trier' (Lambert, 1904) × 'Gloire de Chédane-Guinoisseau'
- 'Daphne' (1912)
- 'Felicia' (1926)
- 'Francesca' (1922), issue de 'Sunburst' (Pernet-Ducher, 1911) x 'Danaë' (Pemberton, 1913)
- 'Kathleen' (1922), issue de 'Daphne (Pemberton, 1912) x 'Perle des Jardins' (Levet, 1874)
- 'Moonlight' (1913)
- 'Nur Mahal' (1923)
- 'Pax White' (1918)
- 'Penelope' (1924), issue du pollen 'Ophelia' (Paul, 1913)
- 'Prosperity' (1919), issue d'un croisement 'Marie-Jeanne' (Turbat, 1913) et 'Perle des Jardins' (Levet, 1874)
- 'Robin Hood' (1927), issue de 'Miss Edith Cavell' (De Ruiter, 1914)
- 'Thisbe' (1918)
- 'Vanity' (1920)

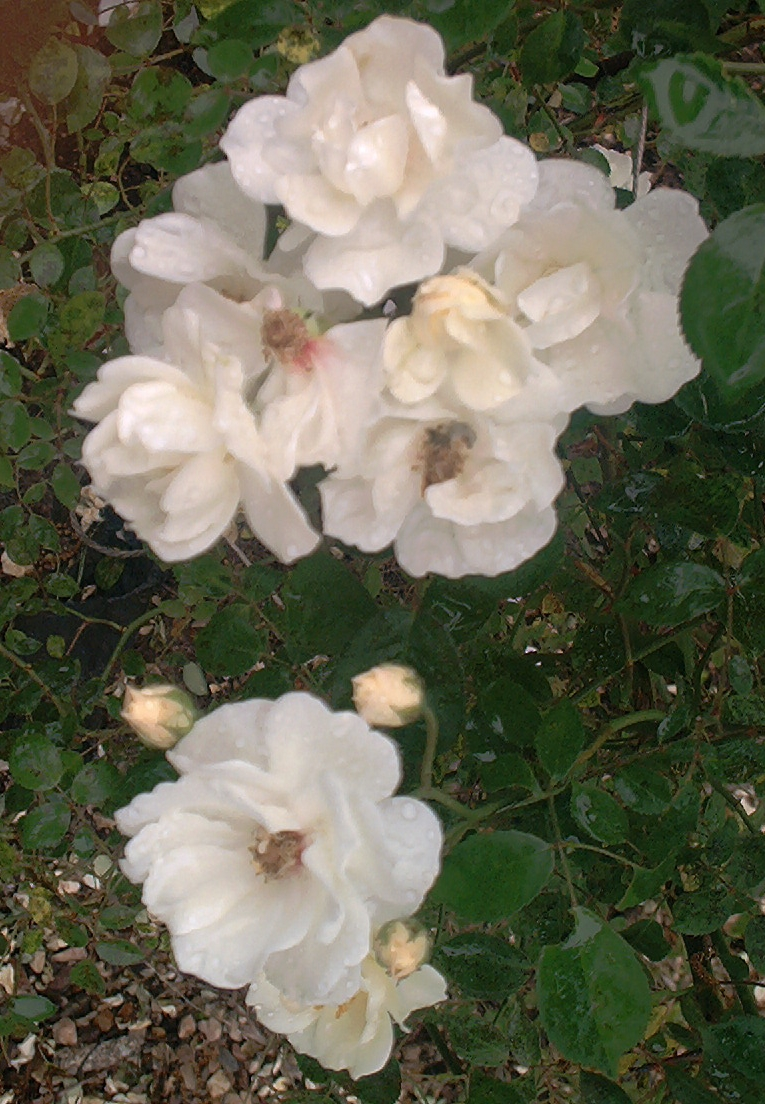
Rose 'Moonlight'
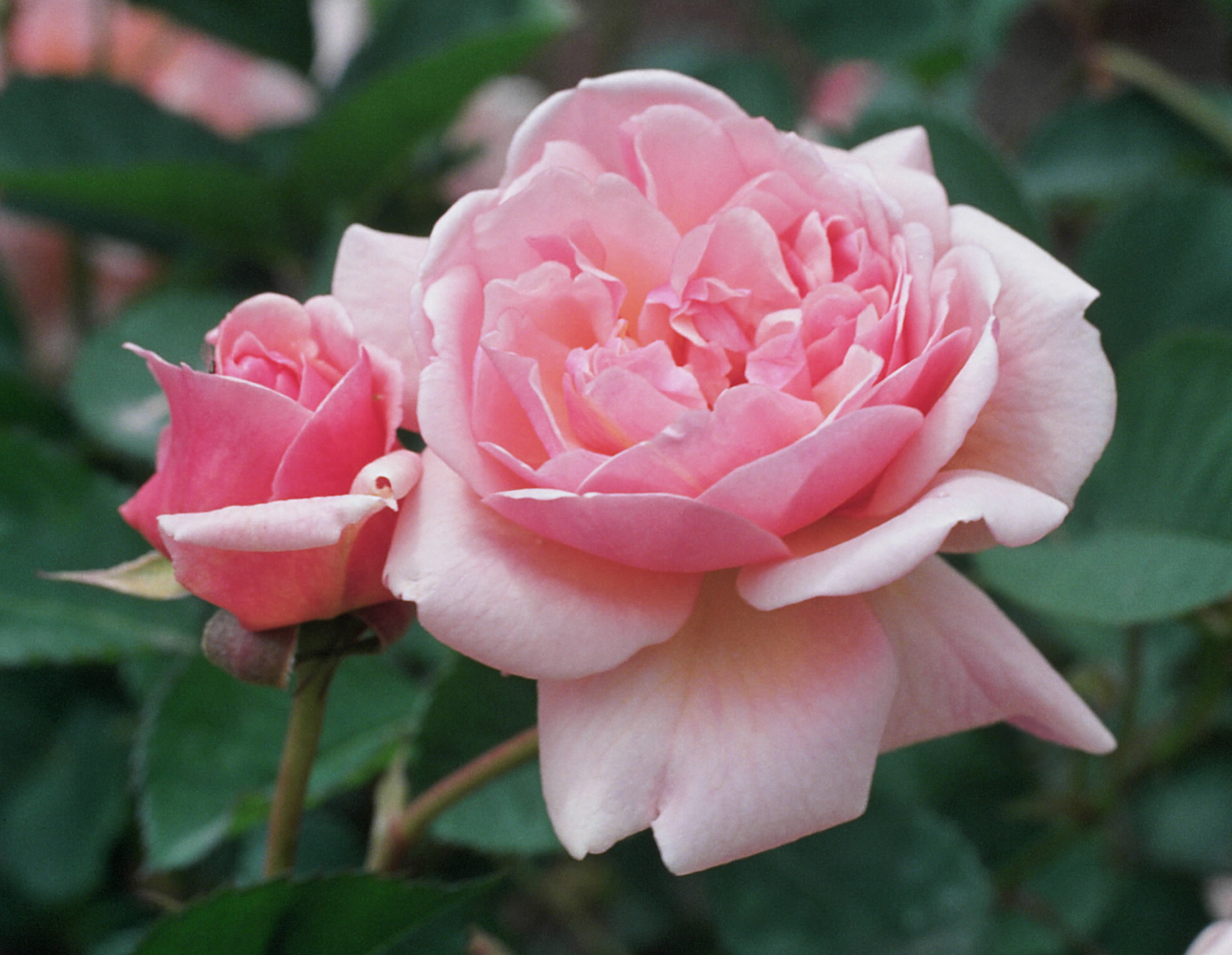
Rose 'Felicia'[5] au jardin botanique royal de Madrid.
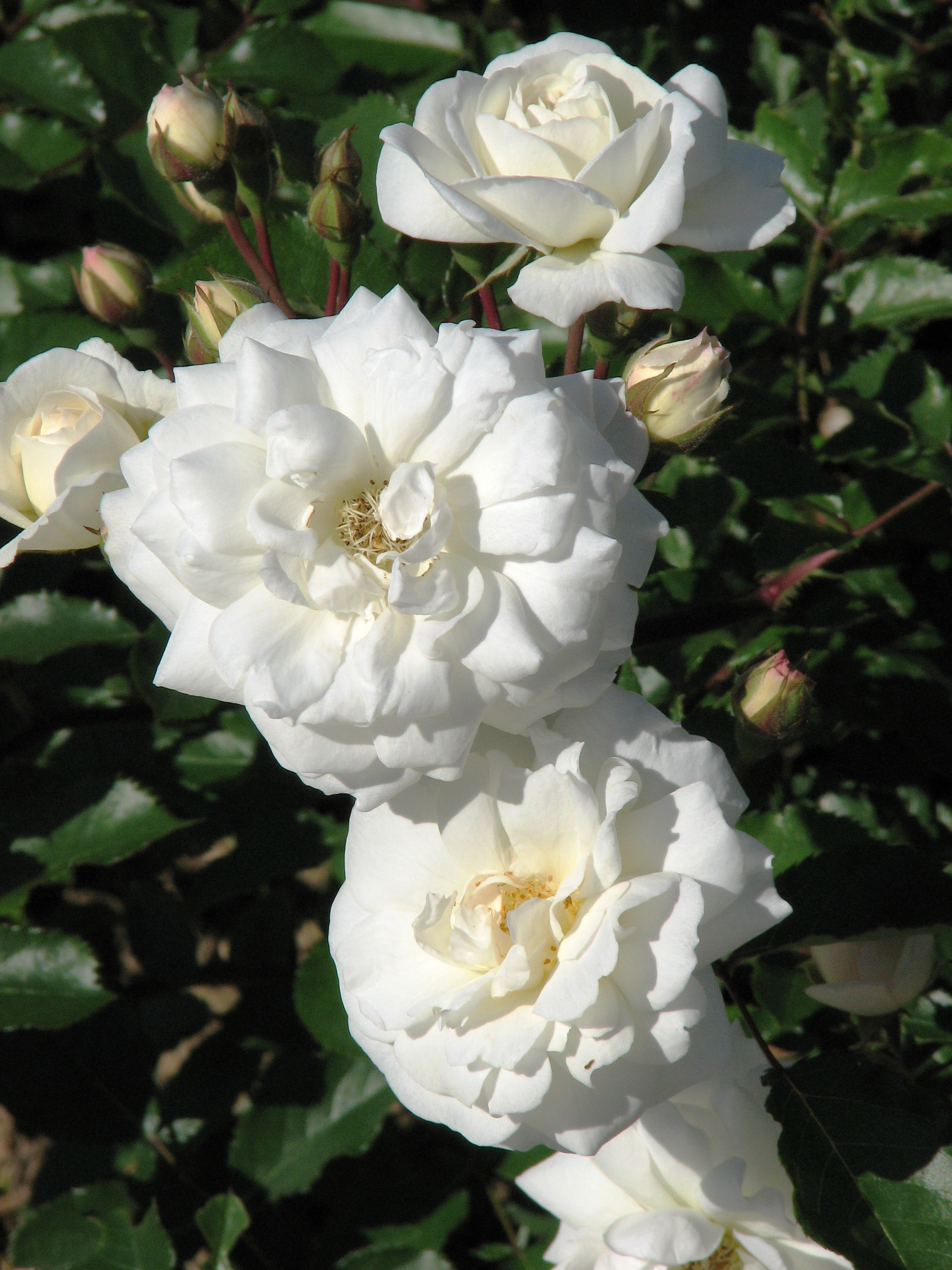
Rose 'Prosperity'[6], au jardin botanique de l'Académie des sciences de Moscou.
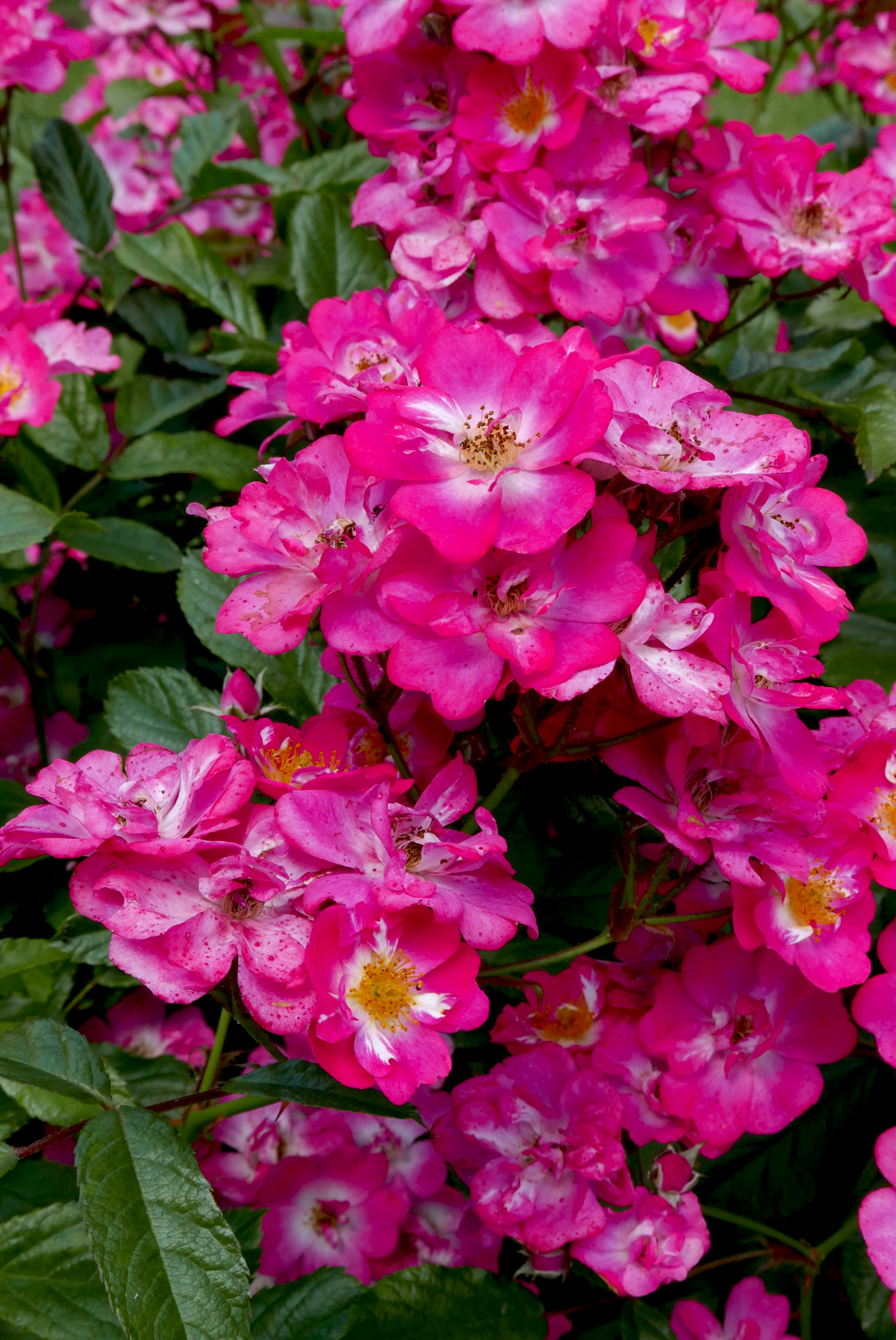
'Robin des Bois', à la roseraie de Baden.

## Publication
- Joseph Hardwick Pemberton, Roses : Their History, Development and Cultivation, 1897, réédition en 2008 par Read Books, 376 pages